# ورقی
ورقی یک روستا در ایران است که در دهستان زوارم واقع شده‌است. ورقی ۳۰۱ نفر جمعیت دارد.